# Пора (Империја)
Пора је насеље у Италији у округу Империја, региону Лигурија.
Према процени из 2011. у насељу је живело 288 становника. Насеље се налази на надморској висини од 49 м.